# Rampart (pel·lícula)
 Rampart és un drama policíac estatunidenc escrit i dirigida per Oren Moverman estrenada el 2011.

## Argument
Al final dels anys 1990 a Los Angeles, el descens als inferns d'un oficial violent del LAPD (Harrelson) i les seves tenses relacions amb la seva família, dins la història d'un escàndol real de corrupció policial en què van participar membres de la divisió Rampart de la policia de Los Angeles. Droga confiscada que desapareixia, proves falses, maltractaments als detinguts, escoltes il·legals i tota classe de corrupteles constituïen la vida quotidiana dels policies de Rampart.

## Repartiment
- Woody Harrelson: Dave Brown
- Steve Buscemi: Bill Blago
- Ben Foster: Terry
- Robin Wright: Linda Fentress
- Sigourney Weaver: Joan Confrey
- Anne Heche: Catherine
- Ice Cube
- Cynthia Nixon
- Brie Larson: Helen
- Jon Foster: Michael Whittaker
- Jon Bernthal
- Don Creech

## Rebuda
- "Rampart ' no és per a tot el món, però és el treball d'un director amb veu pròpia. És un thriller incendiari" (Owen Gleiberman: Entertainment Weekly)
- "Woody Harrelson potser mai no ha estat millor que en aquest terrabastall sòrdid, confús i escandalós que és 'Rampart' "[1]
- "En el seu intent de crear al pitjor policia del món en un entorn realista, el director Oren Moveerman inventa una criatura que ni és creïble ni resulta interessant"[2]